# Hieracium informe
Hieracium informe es una especie de planta con flor del género Hieracium, de la familia Asteraceae, orden Asterales.

## Distribución
Hieracium informe se distribuye por Noruega, Suecia y Finlandia.

## Taxonomía
Fue descrita científicamente por (Stenstr.) Dahlst.
Tratamiento taxonómico
La especie aparece registrada y publicada en Herb. Hierac. Scand.